# Административное деление Молдавской ССР на 1 января 1941 года
Молдавская ССР по состоянию на 1 января 1941 года делилась на уезды, районы и города республиканского подчинения:
- общее число уездов — 6
- общее число районов — 58
- общее число сельсоветов — 1132
- общее число городов — 14, в том числе городов республиканского подчинения — 4
- общее число посёлков — 11
- столица Молдавской ССР — город Кишинёв

Районы республиканского подчинения
- Григориопольский (11 сельсоветов, центр — пгт Григориополь)
- Дубоссарский (18 сельсоветов, центр — пгт Дубоссары)
- Каменский (13 сельсоветов, центр — пгт Каменка)
- Рыбницкий (22 сельсовета, центр — город Рыбница)
- Слободзейский (8 сельсоветов, центр — село Слободзея)
- Тираспольский (13 сельсоветов, центр — город Тирасполь)

Городские поселения республиканского подчинения
- Бельцы
- Бендеры
- Кишинёв
- Тирасполь

Уезды
- Бельцкий
  - Бельцкий район (32 сельсовета, центр — город Бельцы)
  - Болотинский район (23 сельсовета, центр — село Болотино)
  - Братушанский район (28 сельсоветов, центр — село Братушаны)
  - Бричанский район (16 сельсоветов, центр — пгт Бричаны)
  - Глодянский район (20 сельсоветов, центр — село Глодяны)
  - Единецкий район (16 сельсоветов, центр — пгт Единцы)
  - Кишкаренский район (29 сельсоветов, центр — село Кишкарены)
  - Корнештский район (29 сельсоветов, центр — село Корнешты)
  - Липканский район (19 сельсоветов, центр — пгт Липканы)
  - Рышканский район (31 сельсовет, центр — пгт Рышканы)
  - Скулянский район (25 сельсоветов, центр — село Скуляны)
  - Сынжерейский район (33 сельсовета, центр — село Сынжерей)
  - Унгенский район (28 сельсоветов, центр — город Унгены)
  - Фалештский район (27 сельсоветов, центр — город Фалешты)
- Бендерский
  - Бендерский район (20 сельсоветов, центр — город Бендеры)
  - Волонтировский район (17 сельсоветов, центр — село Волонтировка)
  - Кайнарский район (14 сельсоветов, центр — село Кайнары)
  - Каушанский район (18 сельсоветов, центр — село Каушаны)
  - Комратский район (5 сельсоветов, центр — город Комрат)
  - Романовский район (10 сельсоветов, центр — село Романовка)
  - Чимишлийский район (13 сельсоветов, центр — село Чимишлия)
- Кагульский
  - Баймаклийский район (16 сельсоветов, центр — село Баймаклия)
  - Вулканештский район (15 сельсоветов, центр — село Вулканешты)
  - Кагульский район (12 сельсоветов, центр — город Кагул)
  - Конгазский район (11 сельсоветов, центр — село Конгаз)
  - Тараклийский район (4 сельсовета, центр — пгт Тараклия)
  - Чадыр-Лунгский район (9 сельсоветов, центр — село Чадыр-Лунга)
- Кишинёвский
  - Будештский район (20 сельсоветов, центр — село Будешты)
  - Бужорский район (26 сельсоветов, центр — село Бужоры)
  - Каларашский район (22 сельсовета, центр — город Калараш)
  - Кишинёвский район (15 сельсоветов, центр — город Кишинёв)
  - Котовский район (28 сельсоветов, центр — пгт Котовское)
  - Леовский район (15 сельсоветов, центр — город Леово)
  - Ниспоренский район (28 сельсоветов, центр — село Ниспорены)
  - Страшенский район (22 сельсовета, центр — село Страшены)
- Оргеевский
  - Бравичский район (17 сельсоветов, центр — село Бравича)
  - Киперченский район (21 сельсовет, центр — село Киперчены)
  - Крыулянский район (13 сельсоветов, центр — пгт Крыуляны)
  - Оргеевский район (26 сельсоветов, центр — город Оргеев)
  - Распопенский район (15 сельсоветов, центр — село Распопены)
  - Резинский район (22 сельсовета, центр — город Резина)
  - Сусленский район (18 сельсоветов, центр — село Суслены)
  - Теленештский район (21 сельсовет, центр — пгт Теленешты)
- Сорокский
  - Атакский район (25 сельсоветов, центр — село Атаки)
  - Вертюжанский район (22 сельсовета, центр — село Вертюжаны)
  - Дрокиевский район (19 сельсоветов, центр — село Надушита)
  - Згурицкий район (26 сельсоветов, центр — село Згурица)
  - Котюжанский район (22 сельсовета, центр — село Котюжаны)
  - Окницкий район (16 сельсоветов, центр — село Окница)
  - Сорокский район (21 сельсовет, центр — город Сороки)
  - Тырновский район (16 сельсоветов, центр — село Тырново)
  - Флорештский район (31 сельсовет, центр — село Флорешты)